# Lindmania savannensis
Espèce
Classification phylogénétique
Synonymes
- Cottendorfia savannensis L.B.Sm., 1960

Statut de conservation UICN

 DD  : Données insuffisantes
Lindmania savannensis est une espèce de plantes de la famille des Bromeliaceae, endémique du Venezuela.

## Synonymes
- Cottendorfia savannensis L.B.Sm., 1960[1]

## Distribution
L'espèce est endémique de l'État d'Amazonas au Venezuela.